# New Zealand First
New Zealand First (kurz NZ First) ist eine populistische und nationalistische Partei in Neuseeland. Sie wurde 1993 von Winston Peters, einem früheren Politiker der National Party, gegründet und wird in der Öffentlichkeit sehr eng mit seiner Person verbunden.
Wegen ihrer nationalistischen und immigrationsfeindlichen Positionen wird sie im politischen Spektrum oft rechts verortet. Andere Beobachter sehen sie in der politischen Mitte, denn sie erklärte sich bereit, sowohl mit der konservativen National Party als auch mit der sozialdemokratischen Labour Party zu koalieren. Von 2017 bis 2020 war NZ First Juniorpartner in einer Labour-geführten Regierung unter Jacinda Ardern.

## Politische Vorstellungen
Die New Zealand First nimmt für sich in Anspruch, die nationalen Interessen Neuseelands und der Neuseeländer in den Mittelpunkt zu stellen. Dazu müsse die Einwanderung von Ausländern gestoppt und die Ausbildung der Inländer verbessert werden. Die Partei erklärt gleichzeitig die Beseitigung der Arbeitslosigkeit zu ihrer obersten Aufgabe. Sie kritisiert die Ineffizienz des Wohlfahrtsstaates: Mit Einsparungen im sozialen Sektor sollen Steuererleichterungen gegenfinanziert werden. Gefordert wird außerdem eine Anti-Korruptions-Kommission, obwohl der Parteivorsitzende Winston Peters 2008 selbst in eine Parteispendenaffäre verwickelt war. Auch die Verkleinerung des Parlaments sowie die Halbierung der Kosten für externe Berater der Regierung stehen auf der Agenda der Partei. Bildung wird als Investition verstanden, ebenso die Förderung der Volksgesundheit als wesentliche Investition in die Ressource Mensch.

## Geschichte
Nachdem der damalige New Zealand National Party-Politiker Winston Peters nacheinander im Oktober 1991 als Minister of Māori Affairs wegen mangelnder Zusammenarbeit aus dem Kabinett ausgeschlossen wurde, ein Jahr später nicht mehr an den Fraktionssitzungen teilnehmen durfte und im März 1993 auch von der Kandidatur zur Parlamentswahl ausgeschlossen wurde, legte Peters sein Mandat nieder, erreichte eine Nachwahl für den Wahlkreis Tauranga, trat als unabhängiger Kandidat an und entschied den Wahlkreis schließlich für sich. Damit war für ihn gleichzeitig die Basis geschaffen, eine neue Partei zu gründen und Geldmittel einzuwerben.
Mit einigen prominenten Parteimitgliedern aus der National Party gegründete Peters am 18. Juli 1993 in Auckland die Partei New Zealand First. Mit populistischen und nationalistischen Tönen gewann Peters mit seiner Partei in der anschließenden Parlamentswahl 8,4 % der abgegebenen Stimmen und damit 2 Sitze im Parlament. Die Partei profitierte von dem 1993 beschlossenen Wechsel zu einem Mixed-Member Proportional (MMP) Wahlsystem (personalisiertes Verhältniswahlrecht), das erstmals bei der Parlamentswahl 1996 Anwendung fand. Das zuvor geltende Mehrheitswahlrecht hatte die Erfolgschancen kleinerer Parteien stark eingeschränkt. Seitdem war New Zealand First mit der Ausnahme von 2008 bis 2011 im Parlament vertreten.
Wiederholt hatte New Zealand First die Rolle des „Königsmachers“, wenn weder die National Party noch die New Zealand Labour Party eine absolute Mehrheit erringen konnte. Als Juniorpartner war New Zealand First von 1996 bis 1998 in einer Koalition mit der National Party, mit Winston Peters als stellvertretendem Premierminister und Treasurer (ein Posten, der im Koalitionsvertrag eigens für ihn geschaffen wurde) sowie Tau Henare als Minister of Māori Affairs.
Von 2005 bis 2008 hatte New Zealand First ein Tolerierungsabkommen (aber keinen förmlichen Koalitionsvertrag) mit der Labour Party. Peters war in dieser Zeit Außenminister, aber offiziell kein Mitglied des Kabinetts von Helen Clark. Ab 2017 wurde New Zealand First erneut Regierungspartner von Labour, dieses Mal unter Premierministerin Jacinda Ardern und in einer echten Koalition, die zudem auch von der Green Party of Aotearoa New Zealand toleriert wurde. Winston Peters wurde abermals stellvertretender Premierminister und zugleich Außenminister sowie Minister für Staatsunternehmen, nun aber als ordentliches Kabinettsmitglied. Des Weiteren wurde Tracey Martin Innenministerin und Shane Jones Minister für Infrastruktur. Mit der General Election des Jahres 2020 konnte New Zealand First seinen Wiedereinzug ins Parlament nicht realisieren und musste in die außerparlamentarische Opposition. Bei der Parlamentswahl im Oktober 2023 erzielte die New Zealand First einen Stimmenanteil von 6,46 % und erreichte 8 Sitze.

## Parlamentswahlen

New Zealand First 2014, Results by Electorate

| General Election | Stimmen- anteil | Direkt- mandate | Mandate über Liste | Sitze insgesamt | Rolle                             |
| ---------------- | --------------- | --------------- | ------------------ | --------------- | --------------------------------- |
| 1993             | 8,4 %           | 0               | 2                  | 2               | Opposition                        |
| 1996             | 13,4 %          | 6               | 11                 | 17              | Koalition mit National (bis 1998) |
| 1999             | 4,3 %           | 1               | 4                  | 5               | Opposition                        |
| 2002             | 10,4 %          | 1               | 12                 | 13              | Opposition                        |
| 2005             | 5,7 %           | 0               | 7                  | 7               | Tolerierung von Labour            |
| 2008             | 4,7 %           | 0               | 0                  | 0               | Opposition                        |
| 2011             | 6,8 %           | 0               | 8                  | 8               | Opposition                        |
| 2014             | 8,7 %           | 0               | 11                 | 11              | Opposition                        |
| 2017             | 7,2 %           | 0               | 9                  | 9               | Koalition mit Labour              |
| 2020             | 2,7 %           | 0               | 0                  | 0               | außerparlamentarische Opposition  |
| 2023             | 6,08 %          | 0               | 8                  | 8               | Koalition mit National            |

Quellen: Election New Zealand